# Гомора (филм)
Гомора (итал. Gomorra) је италијански филм из 2008. године који је режирао Матео Гароне, према сценарију написаном по истоименој књизи Роберта Савијана

## Улоге
| Глумац              | Улога    |
| ------------------- | -------- |
| Тони Сервило        | Франко   |
| Николо Манта        | Тото     |
| Ђанфеличе Импарато  | Дон Чиро |
| Кармине Патерностер | Роберто  |
| Салваторе Канталупо | Пасквале |
| Марко Макор         | Марко    |
| Чиро Петроне        | Чиро     |